# ماثيو إتش غور
ماثيو إتش غور (بالإنجليزية: Matthew H. Gore)‏ هو صحفي ومؤرخ أمريكي، ولد في 1962.